# Todtnau
Todtnau este un oraș din landul Baden-Württemberg, Germania.

## Istorie
Din 1125 orașul a aparținut de casa de Zähringer, care a dispărut în 1218, lăsând locul moștenire casei de Hohenstaufen. În 1288, datorită bogatelor depozite de argint, așezarea a fost preluată de Abația Sfântului Blasiu. Numeroase familii nobiliare locale au încercat să își câștige existența pe baza argintului, printre care și o ramură a familiei de Falkenstein, care s-a redenumit "von Todtnau". 
Din 1366 Todtnau aparținea Austriei Anterioare, până la Pacea de la Pressburg, când a fost încredințat Marelui Ducat de Baden.